# Чекпойнт Чарли
Чекпойнт Чарли (на английски: Checkpoint Charlie или Checkpoint C) е най-известният контролно-пропусквателен пункт на Берлинската стена между Източен и Западен Берлин през Студената война. Името му е дадено от Западния блок.
Източногерманският политик Валтер Улбрихт полага множество усилия, за да получи разрешение от Съветския съюз за построяване на Берлинската стена през 1961 г. и да спре масовата емиграция към Западен Берлин. Чекпойнт Чарли се превръща в символ на Студената война, представляващ разделението на Изтока и Запада. Съветски и американски танкове за кратко се изправят лице в лице при този пункт по време на Берлинската криза през 1961 г. На 26 юни 1963 г. американският президент Джон Кенеди посещава Чекпойнт Чарли и наблюдава Източен Берлин от платформа.
След разпадането на Източния блок и обединението на Германия, сградата на Чекпойнт Чарли е превърната в туристическа забележителност. В днешно време се помещава в Музея на Съюзниците в берлинския квартал Далем.
Чекпойнт Чарли присъства в множество шпионски и политически романи и филми, касаещи Студената война.